# Alex Antor
Alex Antor (né le 1er avril 1979) à Narbonne est un skieur alpin andorran.

## Biographie
Bien que né franco-andorran, Alex Antor i Seignourel décide de représenter Andorre.
Il dispute deux olympiades en 2002 et 2006.
Depuis 2007 il se consacre à l'enduro moto.

## Coupe du monde
- Meilleur classement final : 123e
- Meilleur résultat : 18e